# Maggie Gobran
Maggie Gobran (àrab: ماجي جبران, Mājī Jubrān), coneguda com Mama Maggie (àrab: ماما ماجي, Māmā Mājī), nascuda Magida Gobran (àrab: ماجدة جبران, Mājida Jubrān) (el Caire, 1949), és una religiosa copta egípcia, fundadora i directora de l'organització sense ànim de lucre Stephen's Children del Caire. Va ser també professora d'informàtica a la Universitat Americana del Caire, és casada i té un fill i una filla. Va ser nomenada l'any 2012 al premi Nobel de la Pau.
Maggie Gobran, sovint anomenada la Mare Teresa del Caire, és un cristiana copta que abans havia portat un estil de vida opulent aïllada de la pobresa i la misèria, però que tanmateix va experimentar persecució a Egipte pel fet de ser cristiana. L'any 1989, va deixar la seva carrera acadèmica per esdevenir una religiosa copta ortodoxa consagrada i va fundar l'organització caritativa Stephen's Children, que tenia d'objectiu millorar les vides dels nens cristians i les famílies que viuen en els barris pobres del Caire i de les comunitats empobrides de l'Alt Egipte rural. També ofereix ajuda a musulmans necessitats i a nens bahá'í.
L'any 2019, se li va atorgar el Premi Internacional Dona Coratge del Departament d'Estat dels Estats Units de la mà de la Primera Dama Melania Trump.